# Micro-région d'Ajka
La micro-région d'Ajka (en hongrois : ajkai kistérség) est une micro-région statistique hongroise rassemblant plusieurs localités autour d'Ajka.